# Тінго-Марія
Тінго-Марія (ісп. Tingo María) — місто в Перу, столиця провінції Леонсіо-Прадо в регіоні Уануко.

## Клімат
Місто знаходиться у зоні, котра характеризується вологим тропічним кліматом. Найтепліший місяць — січень із середньою температурою 24.4 °C (76 °F). Найхолодніший місяць — липень, із середньою температурою 23.3 °С (74 °F).
| Клімат Тінго-Марії      | Клімат Тінго-Марії | Клімат Тінго-Марії | Клімат Тінго-Марії | Клімат Тінго-Марії | Клімат Тінго-Марії | Клімат Тінго-Марії | Клімат Тінго-Марії | Клімат Тінго-Марії | Клімат Тінго-Марії | Клімат Тінго-Марії | Клімат Тінго-Марії | Клімат Тінго-Марії | Клімат Тінго-Марії |
| Показник                | Січ.               | Лют.               | Бер.               | Квіт.              | Трав.              | Черв.              | Лип.               | Серп.              | Вер.               | Жовт.              | Лист.              | Груд.              | Рік                |
| Абсолютний максимум, °C | 33                 | 35                 | 33                 | 32                 | 32                 | 32                 | 32                 | 33                 | 35                 | 35                 | 36                 | 35                 | 36                 |
| Середній максимум, °C   | 30                 | 29                 | 30                 | 30                 | 30                 | 30                 | 30                 | 31                 | 31                 | 30                 | 30                 | 30                 | 30                 |
| Середня температура, °C | 24                 | 23                 | 24                 | 24                 | 24                 | 23                 | 23                 | 24                 | 24                 | 24                 | 24                 | 24                 | 24                 |
| Середній мінімум, °C    | 18                 | 18                 | 18                 | 18                 | 18                 | 17                 | 17                 | 17                 | 17                 | 18                 | 18                 | 18                 | 18                 |
| Абсолютний мінімум, °C  | 13                 | 13                 | 16                 | 16                 | 10                 | 12                 | 8                  | 8                  | 3                  | 10                 | 6                  | 6                  | 3                  |
| Норма опадів, мм        | 400                | 410                | 570                | 210                | 220                | 110                | 140                | 200                | 200                | 400                | 630                | 300                | 3850               |
| Днів з дощем            | 20                 | 18                 | 19                 | 15                 | 13                 | 8                  | 9                  | 11                 | 10                 | 17                 | 19                 | 17                 | 182                |
| ----------------------- | ------------------ | ------------------ | ------------------ | ------------------ | ------------------ | ------------------ | ------------------ | ------------------ | ------------------ | ------------------ | ------------------ | ------------------ | ------------------ |
| Джерело: Weatherbase    |                    |                    |                    |                    |                    |                    |                    |                    |                    |                    |                    |                    |                    |